# Les Pallers (Cabdella)
Les Pallers és una partida del terme municipal de la Torre de Cabdella, dins del seu terme primigeni, al Pallars Jussà.
Està situada a ponent del pantà de Sallente, a prop de la presa, en el vessant oriental de la Serra Tancada.